# 扑米酮
扑米酮（英語：Primidone），商品名Mysoline等，是一种巴比妥类药物，用于治疗局灶性和全身性癫痫发作以及特发性震颤。该药物以口服给药。
常见副作用包括昏睡、协调性差、恶心和食欲不振。严重的副作用可能包括自杀和精神病。怀孕期间使用扑米酮可能会对胎儿造成伤害。扑米酮是一种巴比妥类抗惊厥药。然而，其提高癫痫发作阈值的长期效果可能是由于其活性代谢物苯巴比妥。该药物的另一种活性代谢物是2-乙基-2-苯基丙二酰胺（PEMA）。
扑米酮于1954年在美国获准用于医疗用途。它的仿制药是可获取的。2020年，它是美国第269种最常用處方藥，开出的处方超过100万张。

## 作用机理
50多年来，扑米酮抗惊厥作用的确切机制仍然未知。它通过与电压门控型鈉離子通道相互作用起效，从而抑制动作电位的高频重复放电。扑米酮对特发性震颤的作用不是由2-乙基-2-苯基丙二酰胺（PEMA）介导的。扑米酮的主要代谢物苯巴比妥，本身也是一种有效的抗惊厥药，可能在扑米酮对多种形式的癫痫的作用中有贡献。根据Brenner's Pharmacology，它还会增加GABA介导的氯离子通量，从而使膜电位超极化。2017年的一项研究显示，扑米酮能直接抑制TRPM3离子通道。这种机理是否有助于其抗惊厥作用尚不清楚，但2021年的研究显示，TRPM3的功能获得突变与癫痫和智力障碍有关。

## 延伸阅读
- (PDF). Department of Health and Human Services National Toxicology Program. September 2000  [2025-03-27]. （原始内容存档 (PDF)于2020-08-10）.

## 外部連結
- . National Toxicology Program.   [2025-03-27]. （原始内容存档于2021-08-29）.